# Па дьо Кале
 Тази статия е за пролива.  За френския департамент вижте Па дьо Кале (департамент).  
Па дьо Кале (на френски: Pas de Calais) или Доувърски проток (на английски: Strait of Dover) се нарича най-тясната част на Ла Манш, свързваща го от Северно море. Минималната ширина на протока е 33,3 km и е мястото, на което остров Великобритания се доближава най-много до континента Европа. Дълбочина до 64 m. Протокът се е образувал през антропогена в резултат на потъване и заливане на сушата от водите на Атлантическия океан. От двете му страни са разположени градовете Доувър в Англия и Кале във Франция.
От 1994 г. в резултат на френско-британски проект, е изграден Тунел под тази част на Ла Манш, известен още като Евротунел. Тунелът е важно пътно съоръжение за Западна Европа.
Опитите за преплуване на Ла Манш за поставяне на световен рекорд, също се осъществяват в тази най-тясна му част. Световният рекорд за преплуване на Ла Манш принадлежи на австралиеца Трент Гримзи – 6:55 часа през 2012 г., когато подобрява рекорда на българина Петър Стойчев. Бившият рекорд на българина Петър Стойчев е поставен на 24 август 2007 г. Стойчев тръгва в 12,00 часа българско време от „Шекспир Бийч“ в Доувър в посока към френския бряг Кап Брюне. Той е първият, преплувал пролива за време под 7 часа. Стойчев преплува разстоянието за 6:57.50 часа, като подобрява предишния рекорд – 7:03.50 часа, поставен през 2005 г. от Кристоф Вандрач (Германия).